# بدن‌های سخت
بدن‌های سخت (به انگلیسی: Hardbodies) یک فیلم سینمایی آمریکایی در ژانر کمدی سکسی محصول سال ۱۹۸۴ که در مورد سه مرد میانسال است که مرد کم سن و سالتری را برای کمک به زنان در ساحل استخدام می‌کنند. این فیلم به کارگردانی مارک گریفیتس با بازی گرانت کرامر، کورتنی گینس و گری وود است. قسمت دوم این فیلم با عنوان بدن‌های سخت ۲ در سال ۱۹۸۶ منتشر شد.
این فیلم در ابتدا برای پخش از تلویزیون پلی‌بوی ساخته شد اما کمپانی کلمبیا پیکچرز آن را برای پخش در سینماها انتخاب کرد.

## انتشار فیلم
این فیلم در لس آنجلس در ۴ مه ۱۹۸۴ منتشر شد و به دنبال آن در ۱۲ مه ۱۹۸۴ در نیویورک منتشر شد.